# 沙叻秀
沙叻秀是馬來西亞吉隆坡市中心外南部的一個區域及一个华人新村。

## 沙叻秀大街
沙叻秀大街為為沙叻秀主要商業區，共有80多間老店鋪對列，最早期的店鋪已有將近百年歷史，在新街場大道啟用之前，沙叻秀大街曾是一條車輛熙來攘往、繁華熱鬧的街道，也是從吉隆坡前往沙登和巴生等地的必經之路，因此聚集許多的餐廳、酒樓與銀行。不過，隨著大道公司啟用後，吉隆坡前往南部郊區不需行經沙叻秀大街，沙叻秀大街附近一帶的4個村落，包括邵氏村、羅家村、泰山佛瑯（錫礦湖）及泰友村，在2000年後開始陸續被剷平及搬遷，每個村落約千百戶家庭搬遷，對沙叻秀大街的商家造成巨大衝擊。熱鬧的大街開始變得沒落，許多的餐館、酒樓、雜貨店及銀行都關閉，取而代之的是一些修車廠和加工工廠。羅家村和泰山佛瑯剷平及發展後，已成為現在的蕉賴皇后鎮（Bandar Sri Permaisuri）。

## 沙叻秀新村
沙叻秀新村為吉隆坡市區的三大華人新村之一，於1948年開始成立，沙叻秀新村原本是个小山丘，隨著開放而逐漸被剷平。沙叻秀新村附近有很多錫礦場，因此當時大部分的村民都是以採錫米為生。在錫礦產業逐漸沒落後，以及70年代起，馬來西亞的經濟產業開始轉向輕工業發展，此時沙叻秀新村的經濟也開始轉型，80年代顛覆期間，出現了逾300間中小型工廠，包括製鞋、傢俱、塑膠產品等，當地中小型經濟發展蓬勃。但由於面對吉隆坡市政局的諸多刁難，以及為了興建大道徵用土地，導致許多鞋業業者遷至沙登，促使沙登逾成為鞋廠最多的地方。沙叻秀新村雖然被列為華人新村，可是數十年來都無法享有華人新村該有的特權，其中包括享有比市郊的排屋更低的門牌稅和地稅，村民經過多年的爭取後，在2008年杪終於獲得吉隆坡市政局的承認，將沙叻秀新村列為華人新村的行列。
盤踞於沙叻秀新村一隅的青龍山又稱“雷打嶺”，原因是沙叻秀一帶多雨又經常打雷，但是當地的建築鮮少被雷擊中，反而青龍山上的樹木與空地則常有被雷擊的痕跡，因此許多村民都把青龙山視為福澤之地及鎮村之寶。

## 教育
沙叻秀共有兩所華文小學，分別為大同華小及沙叻秀華小。
| 学校编号 | 地区   | 中文名称   | 马來文名称         | 邮政 编码 | 位置 | 津贴 制度 | 学生 数量 | 坐标                                        |
| -------- | ------ | ---------- | ------------------ | --------- | ---- | --------- | --------- | ------------------------------------------- |
| WBC0139  | 沙叻秀 | 大同华小   | SJK(C) Tai Thung   | 57100     | 市区 | 半津      | 697       | 3°06′22″N 101°42′20″E / 3.1061°N 101.7056°E |
| WBC0158  | 沙叻秀 | 沙叻秀华小 | SJK(C) Salak South | 57100     | 市区 | 全津      | 922       | 3°05′12″N 101°41′57″E / 3.0868°N 101.6992°E |

## 交通

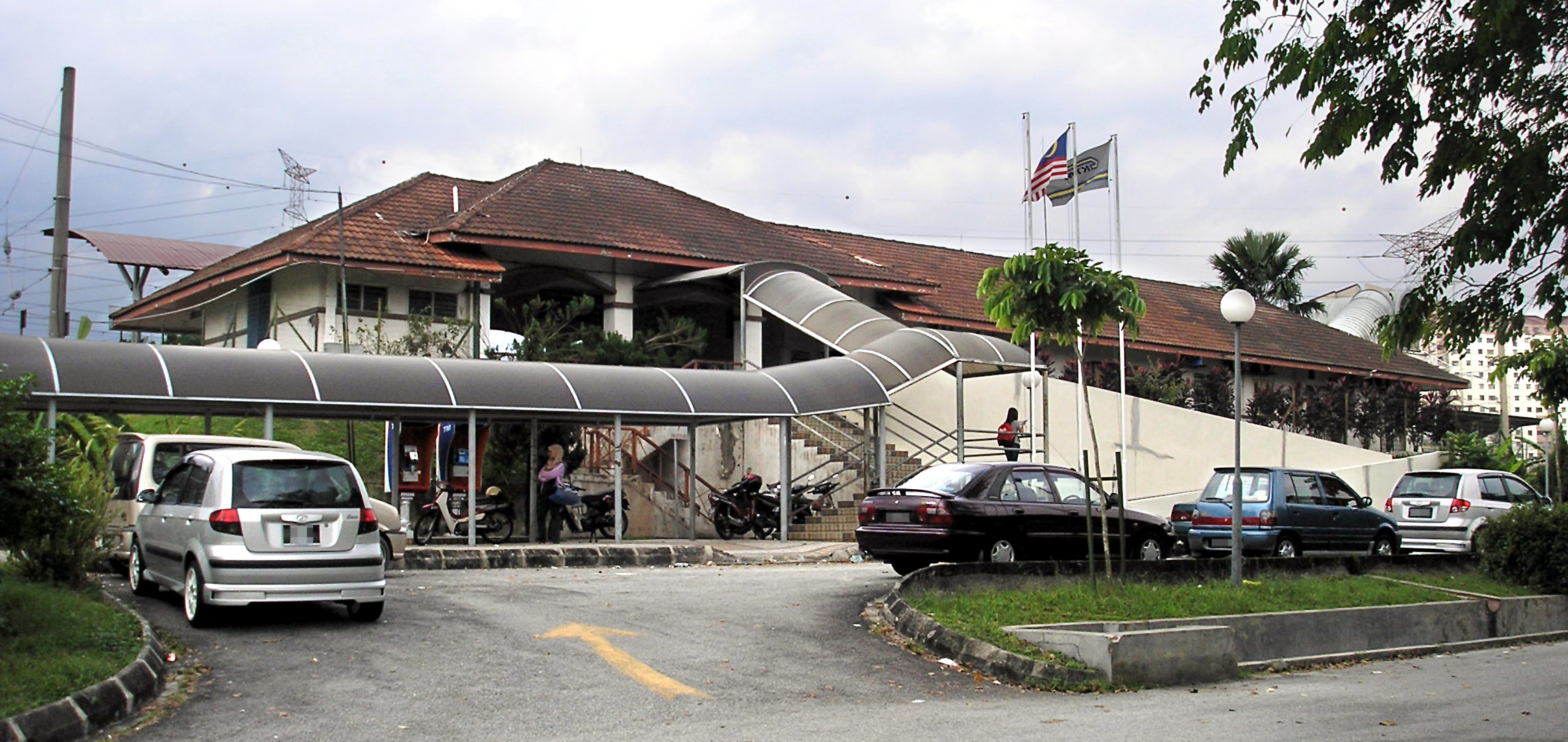
沙叻秀電動火車站外觀

### 鐵路
沙叻秀站為1 芙蓉线的其中一站，位於沙叻秀大街南端，於1995年完成電氣化並開放啟用，距離400公尺的4 大城堡线沙叻秀站於1998年7月11日啟用，兩站之間並未建造站內轉乘設施，步行時間需逾時10至15分鐘，因此轉乘兩線需出站轉乘。目前仍在規劃中的隆新高鐵計劃在鄰近的大馬城（Bandar Malaysia）設站，其軌道可能經過沙叻秀。
| 車站編號 | 車站名称 | 原文名        | 车站服务   |
| -------- | -------- | ------------- | ---------- |
| KB03     | 沙叻秀站 | Salak Selatan | 1 芙蓉线   |
| SP13     | 沙叻秀站 | Salak Selatan | 4 大城堡线 |

### 公路
沙叻秀一帶有許多高速公路行經，包括新街場大道（BESRAYA）、隆芙大道（KESAS） 、隆布大道（MEX）與精明隧道（SMART Tunnel），是吉隆坡市中心通往南部的必經之地，可通往沙登、布城、八打靈再也等地。

## 政治
沙叻秀原先屬於士布爹國會議席，2018年3月馬來西亞國會通過的新選區劃分報告，將沙叻秀劃入武吉免登国会议席中。该议席在马来西亚下议院的代表为来自希盟行动党的方贵伦。